# Ramón Fernández Martí
Ramón Fernández Martí, pintor y escritor que utilizó como apodo artístico Vilabrú, nació en Barcelona en 1915 y fallecido en Madrid, el 24 de agosto de 2010. Hijo de militar con aquellos frecuentes traslados a provincias y la guerra de Rif, vivió un año en Melilla y otro en Ceuta. Más tarde en Barcelona, Santander, Zaragoza y Madrid, donde quedó afincado.
A los nueve años en la ciudad de Burgos, inició su vocación por el dibujo al copiar los grupos escultóricos de la catedral y a los once años, en Zaragoza comenzó a escribir poesía. En la Guerra Civil de España (1936-1939), empezó a escribir prosa, contando, en medio de aquel confusionismo criminal, todo lo que el veía y le afectaba. De esa época es su libro, Diario de un Soldado Español. Por este libro, fue nombrado Testigo de los Mártires de Barbastro y por ello, fue invitado por el Papa Juan Pablo II para asistir a la ceremonia de beatificación en la Ciudad del Vaticano, en 2007.
Entre 1960 y 1980 publicó bastantes artículos en diarios de Madrid y provincias, como es el Heraldo de Aragón, "Diario de Burgos" y el ABC.También colaboró con la revista  Esfera Automovilística, revista decana del automovilismo español, durante muchos años publicando cuentos, artículos y chistes.
Fue Premio Extraordinario de Dibujo Artístico de la Real Academia de Bellas Artes de San Fernándo de Madrid en 1935 y Medalla de Oro de Arte Sacro en 1945. Posteriormente, realizó varias exposiciones de pintura, la última en 2002. Son notables los retratos de Don Guillermo Morales y Doña Jacinta Martí y Doña Amparo Jimeno, así como su colección de bodegones.
La Iglesia de San Andrés de Madrid, cuenta con dos pinturas suyas. "Milagro de San Isidro" y "Santa María de la Cabeza".
La Iglesia de San José (Coy), (Murcia), cuenta con un Tríptico Mariano.
En el Episcopado de Madrid, se encuentra una obra suya." Emulando a Goya".
Su obra literaria es:
Diario de un Soldado Español, Rimas Matriténses, Poemas de Primer Amor, Los Enófilos, Viñetas y Chistes I, Viñetas y Chistes IIy "Viñetas y Chistes III, "Pasos de Juventud", "El Postrimero", " Al Descubrimiento de América". "Arpegios" y Cuentos y Hojas Matriténses.
Hasta sus noventa y cinco años, siguió escribiéndo, publicándo, pintándo y dibujándo. Sus aportaciones al mundo del motor fueron constantes y de gran interés.